# 1303 Luthera
Luthera (asteróide 1303) é um asteróide da cintura principal com um diâmetro de 85,45 quilómetros, a 2,85538 UA. Possui uma excentricidade de 0,1138178 e um período orbital de 2 112,54 dias (5,79 anos).
Luthera tem uma velocidade orbital média de 16,5929008 km/s e uma inclinação de 19,49888º.
Esse asteróide foi descoberto em 16 de Março de 1928 por Arnold Schwassmann.
O seu nome é uma homenagem ao astrônomo alemão Karl Theodor Robert Luther.